# Sender Sigmaringen (Franziskanerweg)
Der Sender Sigmaringen (Franziskanerweg) ist ein Füllsender für Hörfunk. Er befindet sich oberhalb der Stadt Sigmaringen auf einer bewaldeten Anhöhe in direkter Nähe zu den Bundesstraßen 313 und 32, etwa einen Kilometer nordwestlich der Sigmaringer Innenstadt. Es kommt ein freistehender Stahlbetonmast als Antennenträger zum Einsatz.
Von hier aus wird die Stadt Sigmaringen und die nahe Umgebung mit dem Rundfunkprogramm von Radio Seefunk versorgt. Zudem ist für das Rundfunkprogramm Radio 7 die Frequenz 103,7 MHz mit einer Sendeleistung von 0,1 kW koordiniert.
Bis zur Einführung von DVB-T wurden von diesem Sender das Fernsehprogramm ZDF (Sendeleistung: 0,03 kW) und das SWR Fernsehen (Sendeleistung: 0,03 kW) terrestrisch ausgestrahlt.
Folgende Hörfunkprogramme werden vom Sender Sigmaringen (Franziskanerwiese) auf UKW abgestrahlt:
| Hörfunkprogramm | RDS PS   | Frequenz                | ERP    |
| --------------- | -------- | ----------------------- | ------ |
| Radio Seefunk   | _SEEFUNK | 104,2 MHz               | 1 kW   |
| Radio 7         | RADIO_7_ | 103,7 MHz (koordiniert) | 0,1 kW |